# براتتشیتسه (ناحیه کوتنا هورا)
براتتشیتسه (به چکی: Bratčice) یک منطقهٔ مسکونی در جمهوری چک است که در ناحیه کوتنا هورا واقع شده‌است. براتتشیتسه ۸٫۲۷ کیلومتر مربع مساحت و ۳۸۳ نفر جمعیت دارد و ۳۱۸ متر بالاتر از سطح دریا واقع شده‌است.